# Stanko Černelč
Stanko Černelč, slovenski partizanski zdravnik, * 2. november 1905, Artiče, † 15. september 1942, Prisjeka, Hrvaška.

## Življenjepis
Po diplomi 1930 na zagrebški Medicinski fakulteti je kot zdravnik delal v Brežicah in Kostanjevici na Krki. Po okupaciji se je pridružil narodnoosvobodilni borbi in v Gorjanskem bataljonu uredil partizansko bolnišnico, ki so jo pozneje preselili v Prisjeko. Ob napadu na bolnišnico so ga ustaši ujeli in ustrelili.